# Extremis (filme)
Extremis é um filme-documentário em curta-metragem estadunidense de 2016 dirigido por Dan Krauss, que segue a vida de médicos que tomam decisões importantes no futuro de seus pacientes. Foi indicado ao Oscar de melhor documentário de curta-metragem na edição de 2017.